# Palazzo Nuovo (Bergamo)
Der Palazzo Nuovo (deutsch Neuer Palast)  in Bergamo, in dem die Biblioteca Civica Angelo Mai untergebracht ist, befindet sich in der historischen Oberstadt, an der nordöstlichen Seite der Piazza Vecchia, der damit wie eine Kulisse den Platz abschließt.
Im Kontrast dazu stehen der mittelalterliche Palazzo della Ragione mit dem Contarini-Brunnen in der Mitte des Platzes, der Torre del Campanone, der die mittelalterliche Architektur des Palazzo della Ragione ergänzt, der Palazzo del Podestà und die Gebäude, die den Platz abschließen.

## Gebäude

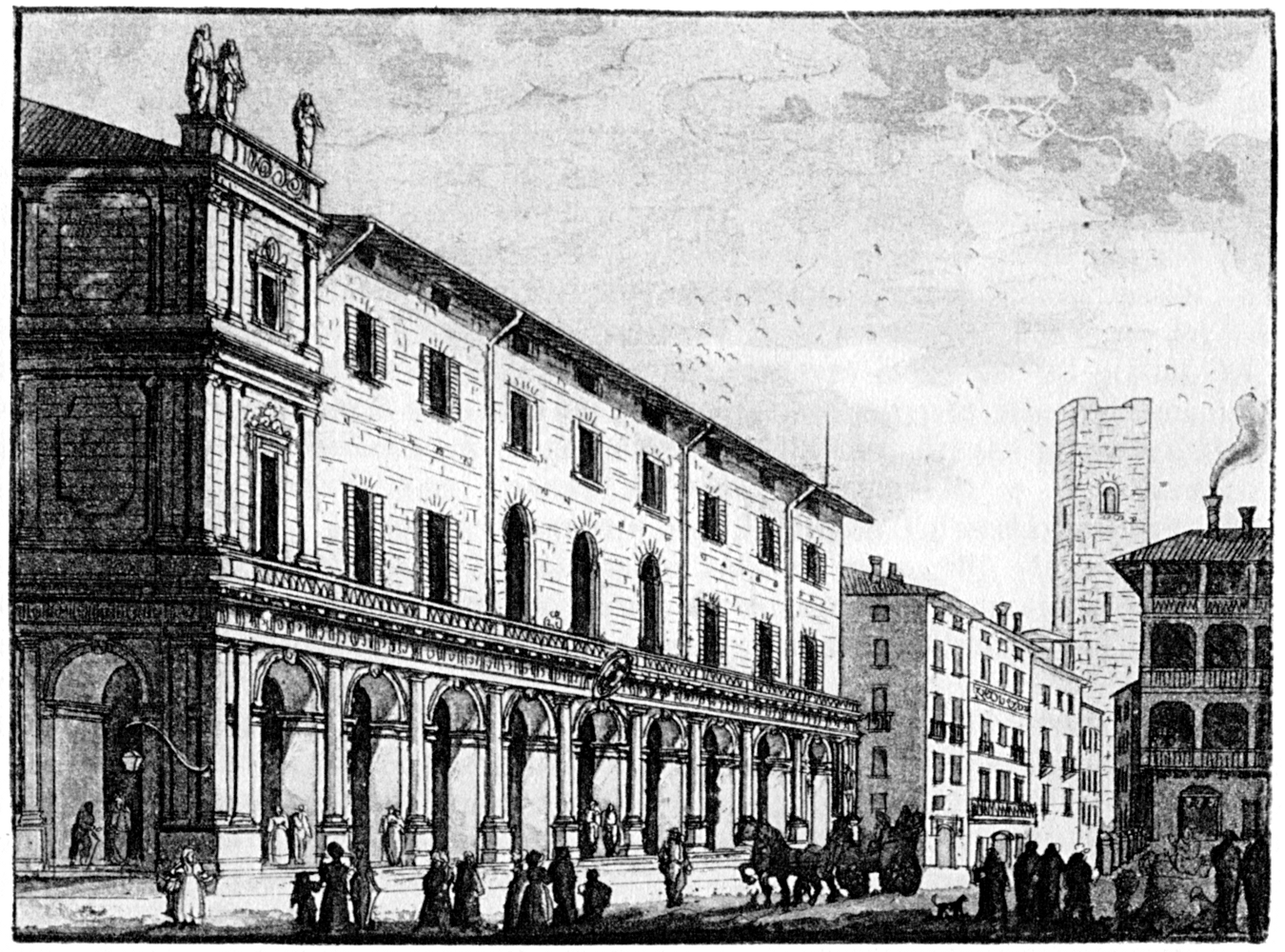
Palazzo Nuovo in einem Stich von 1843, vor der Fertigstellung der Fassade durch Ernesto Pirovano

Der Palazzo Nuovo, wie er im Gegensatz zum Palazzo Vecchio oder della Ragione genannt wird, war ursprünglich als Sitz der Gemeinde gedacht und wurde nach den Plänen des Architekten Vincenzo Scamozzi ab Anfang des 17. Jahrhunderts erbaut und erst 1958 mit dem Anbringen der letzten Verzierungen an der Fassade endgültig fertiggestellt. Es handelt sich dabei um sechs Statuen, Werke von Tobia Vescovi, die auf den Gebälk des zweiten, fünften und achten Fensters der Fassade zur Piazza Vecchia hin aufgestellt wurden.
Die Zugangsloggia, die die Fassade hervorhebt, wurde von dem Architekten Andrea Ceresola, genannt il Vannone, entworfen, der unter anderem auch für den Umbau des Palazzo Ducale in Genua im Jahr 1591 verantwortlich war.
Die Fassade aus weißen Zandobbio-Marmor ist ein Werk des Architekten Ernesto Pirovano aus dem Jahr 1928, der das ursprüngliche Projekt von Scamozzi bei seinem Entwurf berücksichtigte.
Die Fassade ist in zwei übereinanderliegenden Ebenen aufgebaut: die erste, im Erdgeschoss, ist durch die Bögen der Loggia gekennzeichnet und die zweite, darüber, wird durch eine Reihe von neun Fenstern aufgelockert, die sich hinter einer eleganten Balustrade befinden. Sowohl die Fenster der zweiten Ebene als auch die Bögen der darunter liegenden Loggia werden von aufgesetzten dorischen Säulen eingefasst, die den Komplex abrunden. Ein verglastes Zwischengeschoss mit einer Balustradenbekrönung schließt das Ganze ab.
Die äußere Loggia führt zum Atrium im neoklassizistischen Stil, das mit Marmor und Gedenktafeln geschmückt ist, die ein schlichtes, aber beruhigendes Ambiente schaffen, als ob sie zum Lesen einladen würden.
Zu den bedeutendsten Ornamenten des Atriums gehören die so genannte Camozzi-Säule, ein Rednerpult in Form eines Baumes mit den Wappen von Bergamo und Brescia, die Marmorbüste der Dichterin Paolina Secco Suardo, die Marmorbüste von Ambrogio Calepino, die Büste von Bartolomeo Colleoni und andere weniger bekannte Werke.
Die Wände werden oben von zwanzig Gipsmedaillons abgeschlossen, auf denen ebenso viele berühmte Persönlichkeiten abgebildet sind, die in Bergamo gearbeitet haben.
Grotesken und allegorische Fresken von Pietro Baschenis schmücken den Tassiana-Saal und die Innenräume.

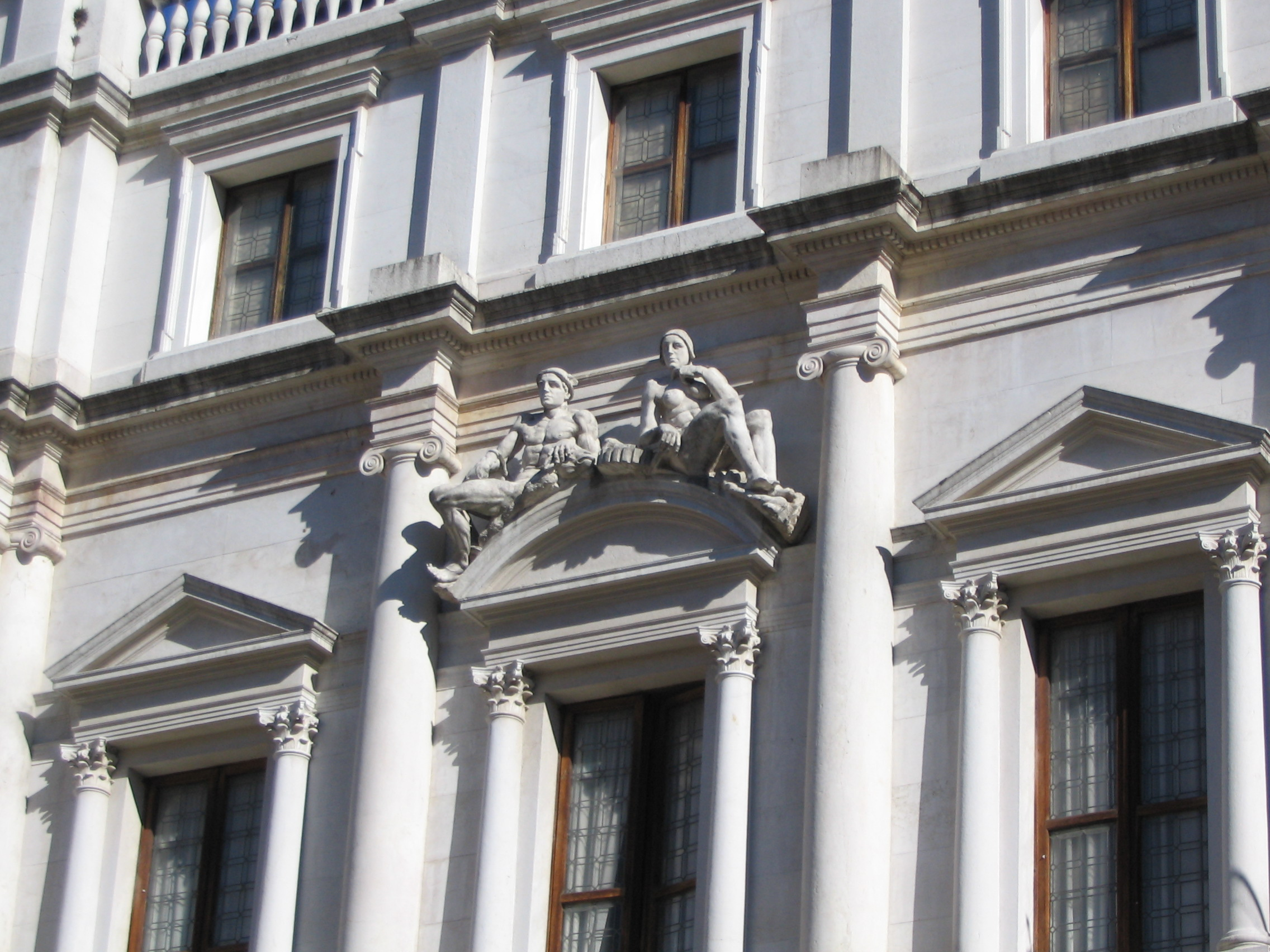
Zweites Gebälk
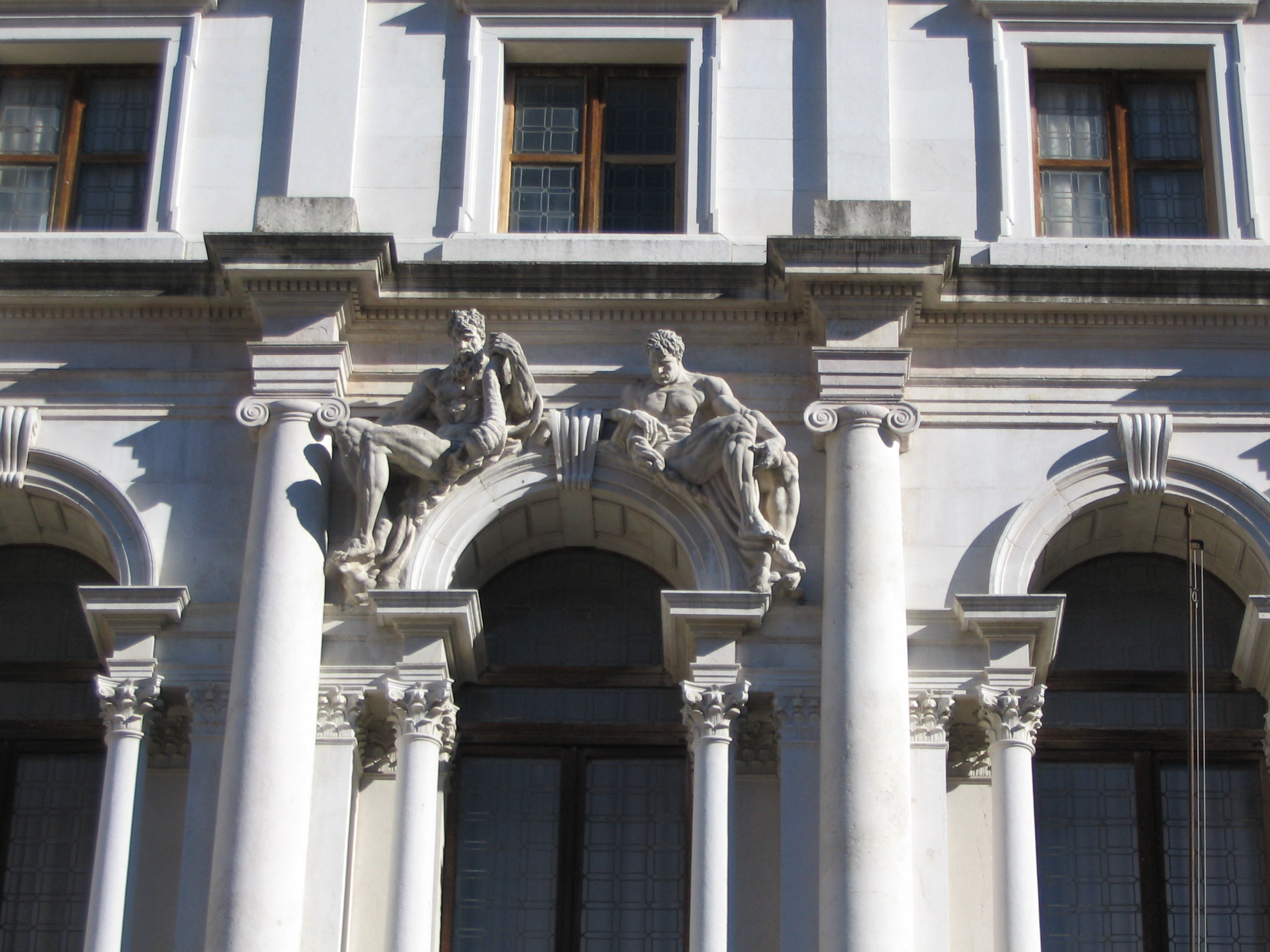
Fünftes Gebälk
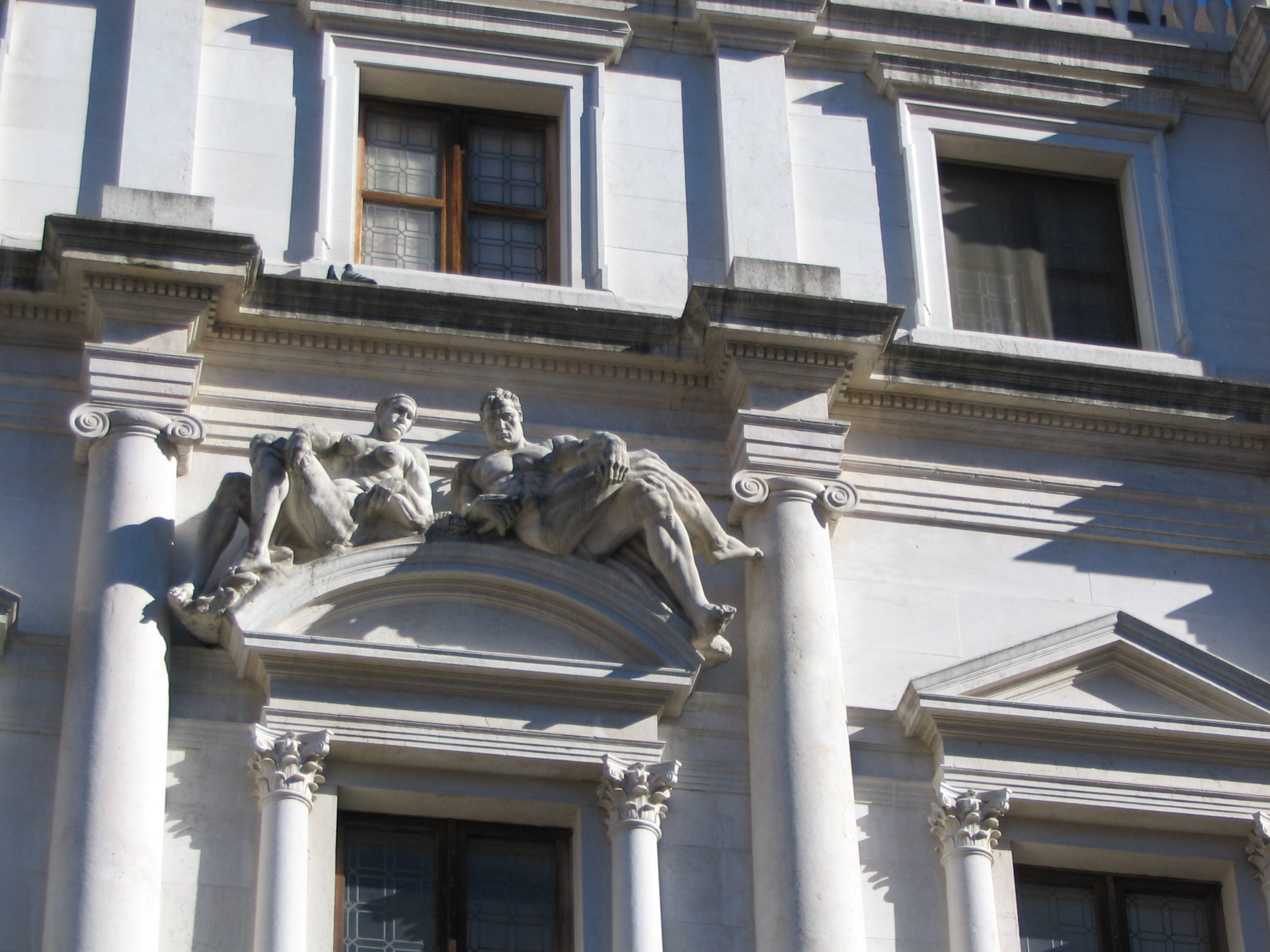
Achtes Gebälk

## Bibliothek
Die Biblioteca Civica Angelo Mai, die auf eine Vermächtnis des Kardinals Giuseppe Alessandro Furietti vom 13. Februar 1768 zurückgeht, war zunächst im Palazzo della Ragione untergebracht, bevor sie 1928 in den Palazzo Nuovo verlegt wurde, wo sie sich heute befindet.
Mit 677.145 Bänden, 2.280 Inkunabeln und 16.830 Manuskripten ist sie eine der wichtigsten historischen Sammlungen in Italien.